# Sara jezici
Sara jezici skupina od (19) nilsko-saharskih jezika koja čini dio šire skupine Sara-Bagirmi u Čadu i Srednjoafričkoj Republici. Grana se na dvije uže grane, to su:
a. Sara vlastiti (17): 
bedjond [bjv],
dagba [dgk],
gor [gqr],
gulay [gvl],
horo [hor],
kaba [ksp],
laka [lap],
mango [mge],
mbay [myb],
ngam [nmc],
ngambay [sba],
sar [mwm],
Sara Kaba (5): kaba deme, kaba na, kulfa, sara dunjo, sara kaba,
b. Vale (2): lutos, vale;

## Vanjske poveznice
- Ethnologue (14th)
- Ethnologue (15th)